# 韋萊比特山脈

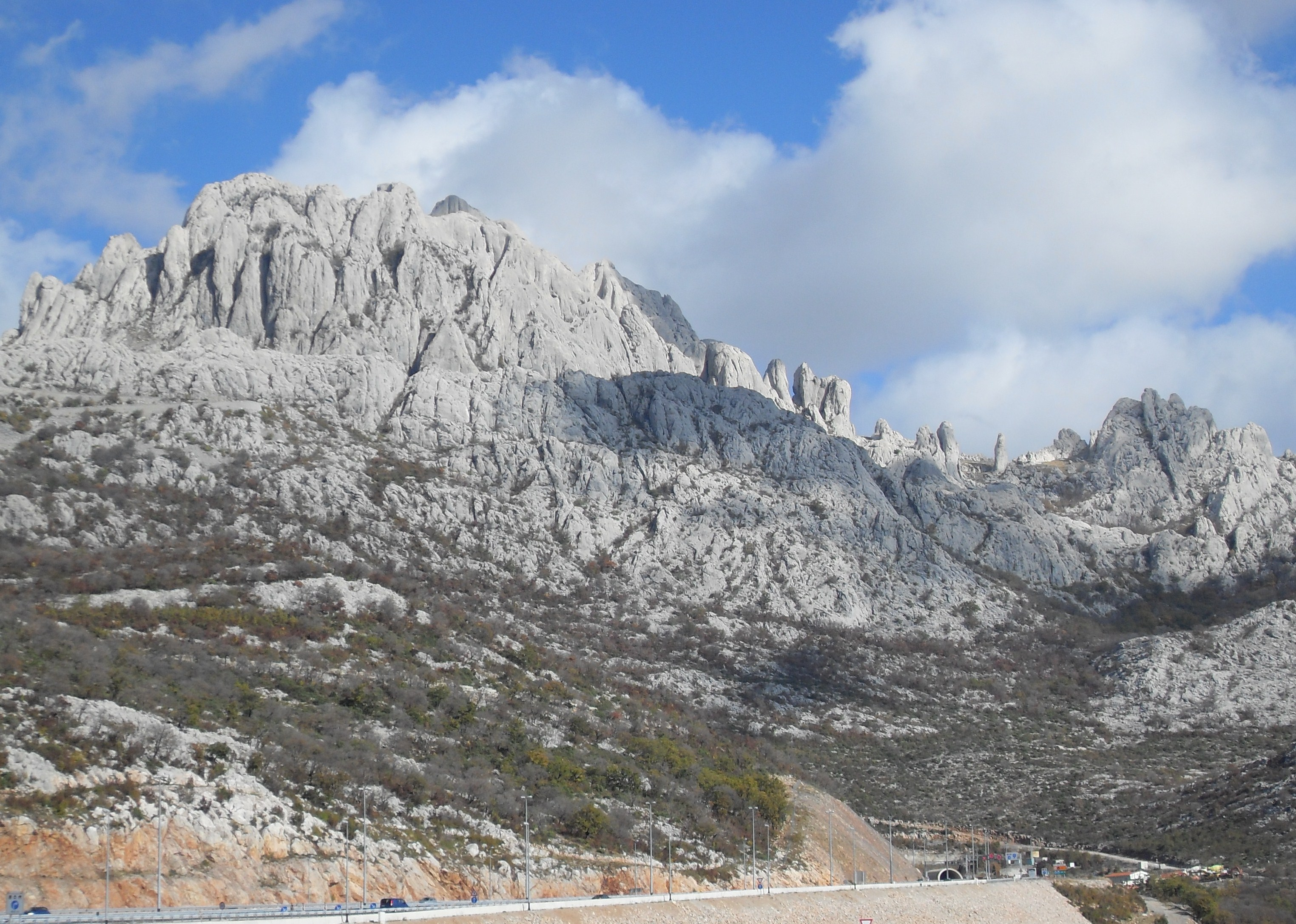

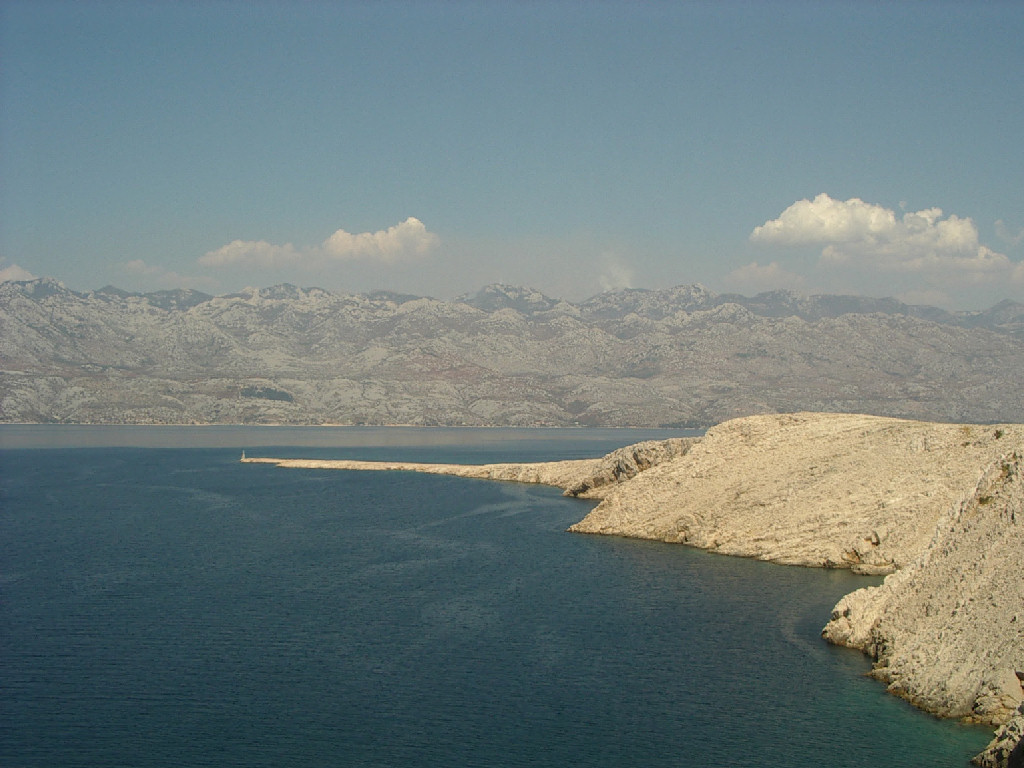

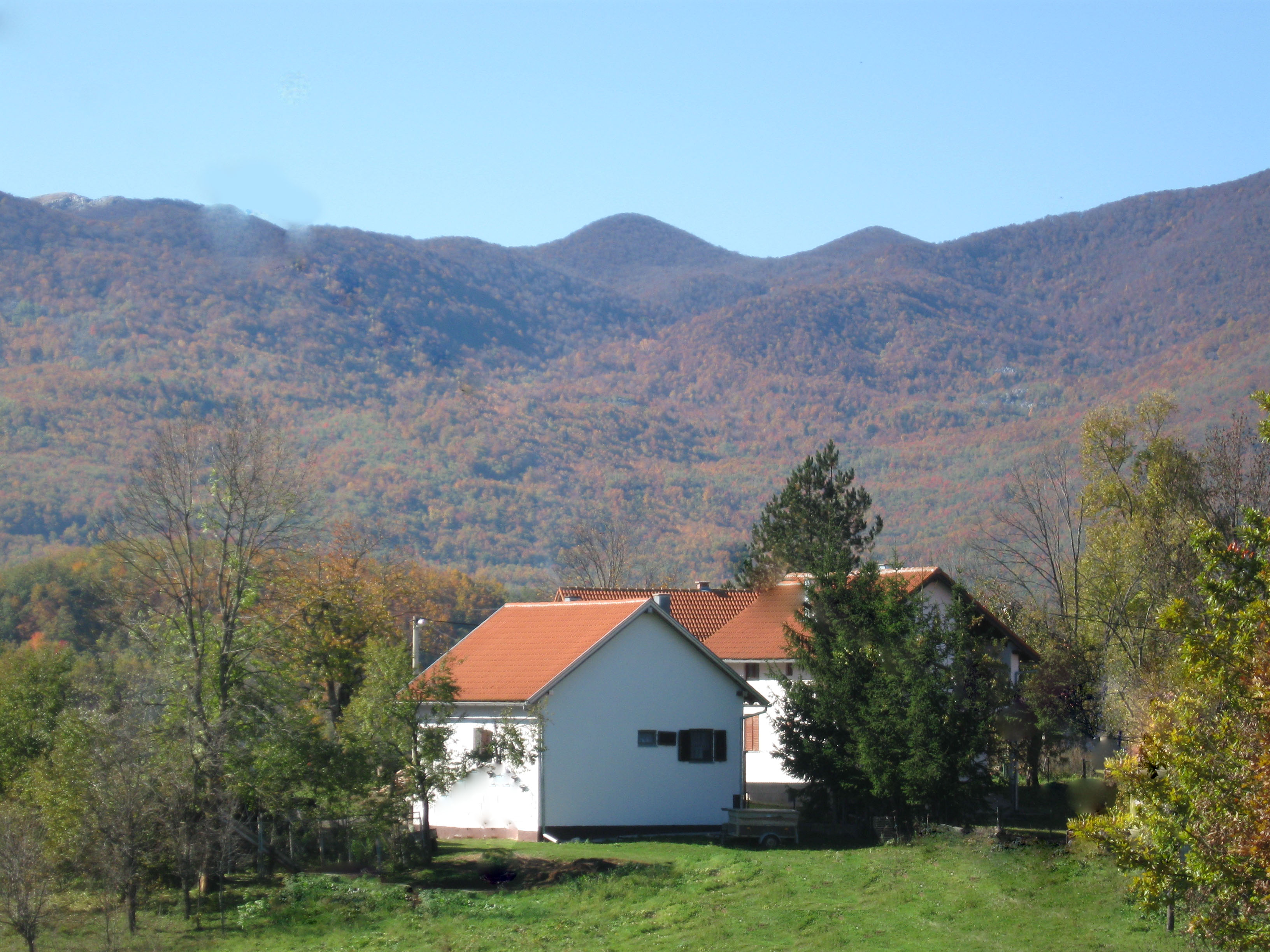

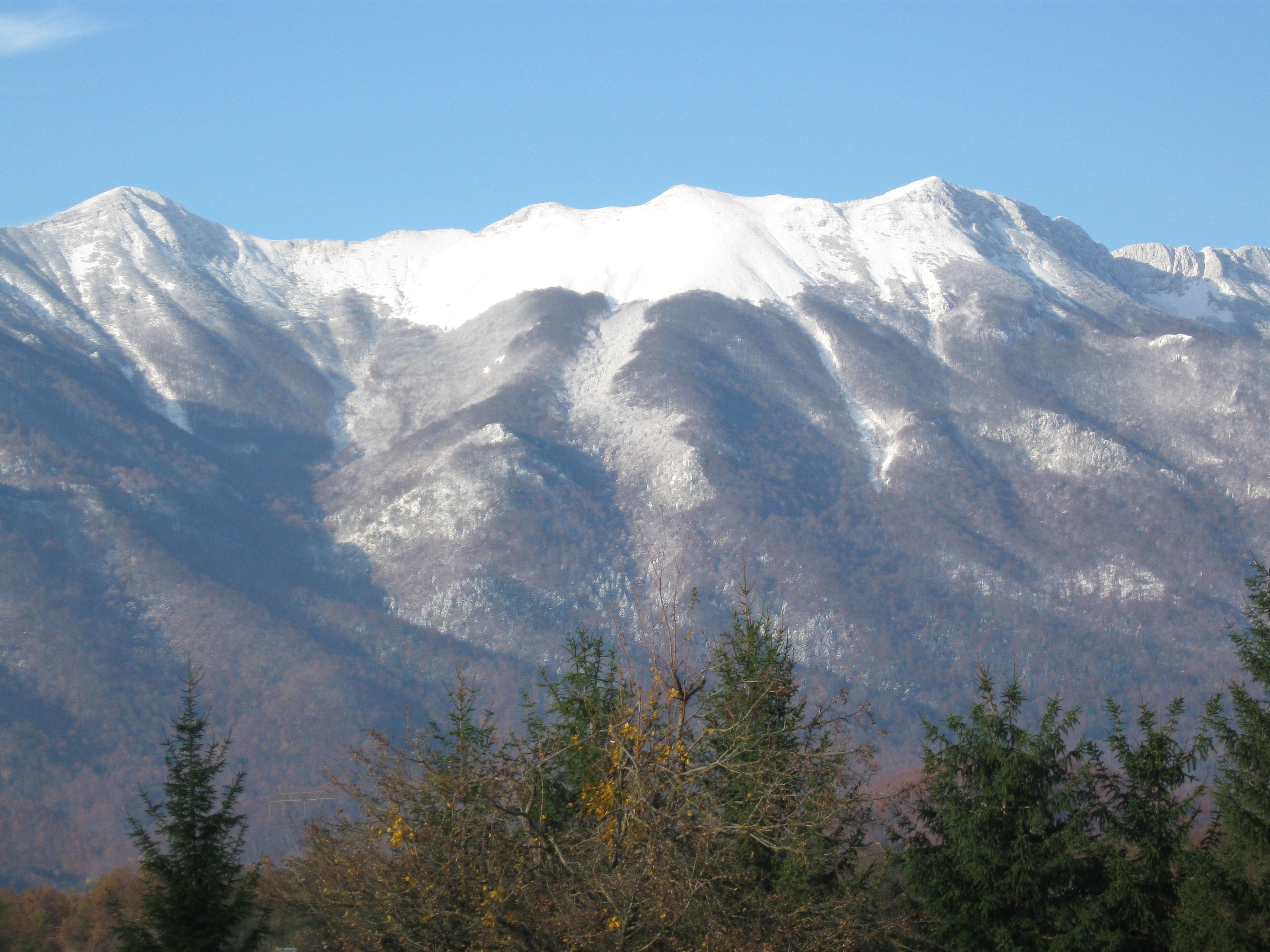

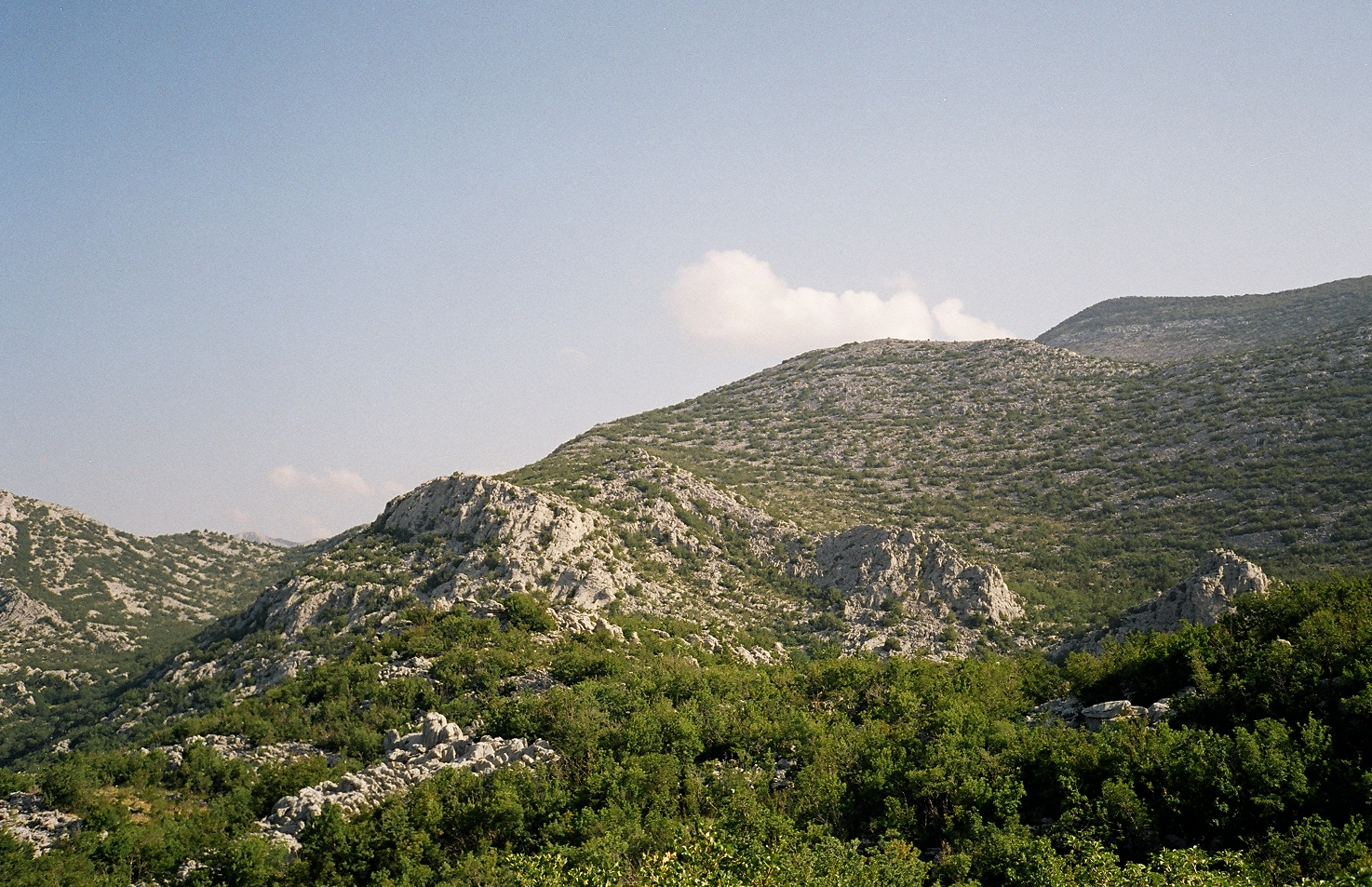

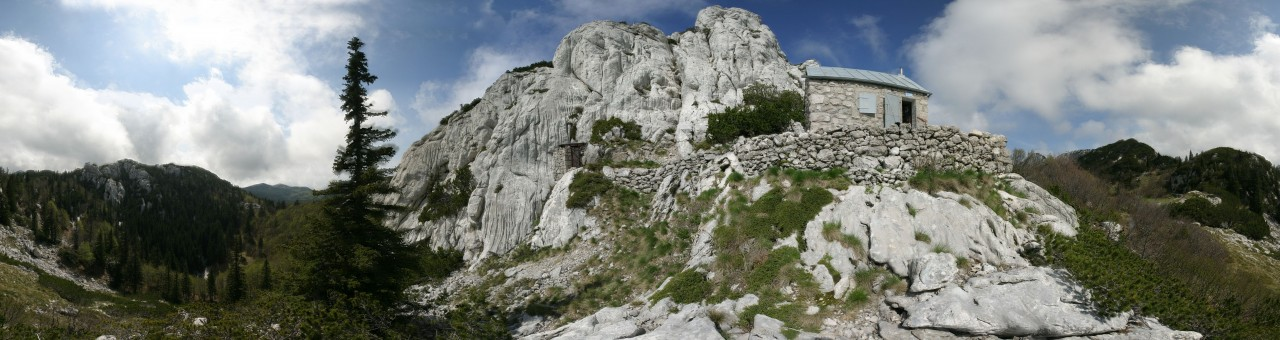

韋萊比特山脈是克羅地亞的山脈，屬於狄那裡克阿爾卑斯山脈的一部分，長145公里、寬10至30公里，面積約2,200平方公里，最高點海拔高度1,757米。

## 外部連結
- Velebit nature park